# Hoplistocerus callioides
Hoplistocerus callioides là một loài bọ cánh cứng trong họ Cerambycidae.